# Paul van Loon

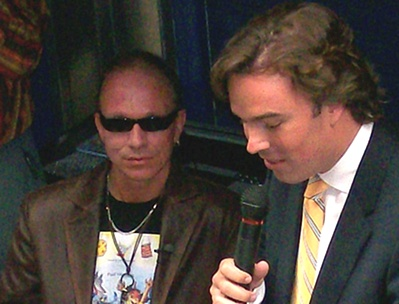
Paul van Loon (links)

Paul van Loon (* 17. April 1955 in Geleen) ist ein niederländischer Kinderbuch-Autor.
Paul van Loon wollte ursprünglich Illustrator werden und lernte an einer Kunstakademie das Zeichnen. Doch statt einzelner Bilder brachte er immer häufiger ganze Geschichten aufs Papier – so wurde er zum Schriftsteller. Er hat sich vor allem mit dem Schreiben von Gruselgeschichten einen Namen gemacht. 2010 wurde auf Basis eines seiner Bücher der Film Fuxia – Die Minihexe veröffentlicht, 2011 folgte Alfie, der kleine Werwolf und 2017 Hilfe, unser Lehrer ist ein Frosch.

## Bücher
in deutscher Übersetzung:
- Lieber Mond, ich komm dich holen. - Hamburg: Oetinger, 1994. - 24 S. - ISBN 3-7891-6810-6
- Weg mit dem Krokodil. - Hamburg: Dressler, 1995. - 115 S. - ISBN 3-7915-1222-6
- Das Gruselhandbuch. Ein Ratgeber für schaurige Stunden. - Hamburg: Dressler, 1995. - 190 S. - ISBN 3-7915-1223-4
- Der Dieb, vor dem nichts sicher war. Ein Fall für Meisterdetektivin Micki Hammer. - Frankfurt a. M.: Fischer-Taschenbuch-Verl., 1996. - 59 S. - ISBN 3-596-80114-1
- Das Geheimnis von Lehrer Frosch. - München: arsEdition, 1997. - 106 S. - ISBN 3-7607-3730-7
- Auch Monster brauchen ein Zuhause. - Hamburg: Dressler, 1997. - 156 S. - ISBN 3-7915-1224-2
- Wer hat schon Angst vor Vampiren! - Wien: Picus-Verl., 1996. - 55 S. - ISBN 3-85452-097-2
- Die Vampirschule. - Wien: Picus-Verl., 1997. - 48 S. - ISBN 3-85452-814-0
- Der Vampirklub. - Wien: Picus-Verl., 1997. - 48 S. - ISBN 3-85452-810-8
- Das Vampirhandbuch. - Würzburg: Arena-Verl., 1998. - 195 S. - ISBN 3-401-04887-2
- Rölfchen Werwölfchen. - Würzburg: Arena-Verl., 1999. - 128 S. - ISBN 3-401-04907-0
- Voodoo in der alten Villa. - Würzburg: Arena-Verl., 1999. - 156 S. - ISBN 3-401-04948-8
- Du bist genau wie ich! - Wien: Picus-Verl., 2000. - 24 S. - ISBN 3-85452-844-2
- Der Gruselbus auf Tour: Sammelband. - Würzburg: Arena-Verl., 2000. - 381 S. - ISBN 3-401-05066-4
- Was raschelt da? -  Wien: Picus-Verl., 2001. - 72 S. - ISBN 3-85452-857-4
- Die Stunde des Vampirs. - Würzburg: Arena-Verl., 2001. - 130 S. - ISBN 3-401-05073-7
- Die Nacht des Wolfes. - Würzburg: Arena-Verl., 2001. - 100 S. - ISBN 3-401-02094-3
- Rölfchen Werwölfchen und die Vollmondnacht. - Frankfurt a. M.: Fischer-Taschenbuch-Verl., 2004. - 220 S. - ISBN 3-596-80482-5
- Fuxia, die Minihexe. - . - Frankfurt a. M.: Fischer-Taschenbuch-Verl., 2006. - 99 S. - ISBN 3-596-85177-7
- Das gestohlene Baby, Meisterdetektivin Micki Hammer - Pictus Verlag, - ISBN 3-85452-079-4
- Der Gruselbus. - Würzburg: Arena-Verl. - Bände:
  - Bd. 0: 2006. - 142 S. - ISBN 3-401-02405-1
  - Bd. 1: 2004. - 167 S. - ISBN 3-401-02400-0
  - Bd. 2: 2004. - 226 S. - ISBN 3-401-02401-9
  - Bd. 3: 2004. - 234 S. - ISBN 3-401-02402-7
  - Bd. 4: 2004. - 240 S. - ISBN 3-401-02403-5
  - Bd. 5: 2004. - 188 S. - ISBN 3-401-02404-3
- Viktor, der kleine Werwolf. - Münster: Coppenrath, 2010. - 176 S. - ISBN 3-815-79866-3
- Viktor Werwolf - Klassenfahrt in den Schwefelwald. - Münster: Coppenrath, 2010. - 198 S. - ISBN 3-815-75562-X
- Viktor Werwolf und der unheimliche Geisterjäger. - Münster: Coppenrath, 2011. - 176 S. - ISBN 3-649-60184-2